# Horváth Zsolt (politikus, 1964)
Horváth Zsolt (Szeremle, 1964. május 22. –) magyar orvos, fogorvos, közgazdász, politikus, 1998 és 2014 között országgyűlési képviselő (Fidesz), 2000-ben rövid ideig a Miniszterelnöki Hivatal politikai államtitkára, 2000-től 2001-ig az Egészségügyi Minisztérium politikai államtitkára.

## Élete
Horváth Zsolt 1964-ben született a Bács-Kiskun megyei Szeremlén. A kecskeméti Katona József Gimnáziumban érettségizett 1982-ben, majd 1989-ben a Semmelweis Orvostudományi Egyetem Általános Orvostudományi Karán szerzett orvosi diplomát. Egy évig az Egyesült Államokban tanult, majd hazatérve a Kecskeméti Megyei Kórház ortopédiai osztályán kezdett dolgozni. 1994-ben a SOTE Fogorvostudományi Karán szerzett fogorvosi diplomát, ezután 1997-ben a kecskeméti rendelőintézet fogorvosa lett. 2002-ben a Budapesti Közgazdaság-tudományi és Államigazgatási Egyetemen is befejezte tanulmányait. 1989-ben a Magyar Orvosi Kamara tagja lett, 1998-ban pedig beválasztották a kamara országos képviselő-testületébe is.
A rendszerváltás idején kezdett politikával foglalkozni, 1989-ben lépett be a Fideszbe. 1997-ben a párt kecskeméti szervezetének alelnöke, 1998-ban pedig a Bács-Kiskun megyei választmány tagja lett. Az 1998-as országgyűlési választáson szerzett mandátumot először Bács-Kiskun megye 2. számú, Kecskemét központú választókerületéből, majd a 2002-es, a 2006-os és a 2010-es országgyűlési választáson is újraválasztották. Az Országgyűlésben az egészségügyi és szociális bizottság, a költségvetési és pénzügyi bizottság, a gazdasági bizottság és a fogyasztóvédelmi bizottság tagja, 2001-től 2002-ig az olimpiai albizottság elnöke volt.
Előbb a Fidesz frakciójának szóvivője volt, majd 2000 februárjában a Miniszterelnöki Hivatal politikai államtitkáraként a társadalompolitikai referatúra vezetője lett. Ugyanebben az évben, 2000 júniusában az Egészségügyi Minisztérium politikai államtitkárává nevezték ki, tisztségét 2001 májusáig töltötte be, ekkor Mikola István miniszterrel való konfliktusai miatt távozott. Ezután 2001 júniusától 2002 májusáig a Fidesz frakcióvezető-helyettese volt. A 2002-es önkormányzati választáson Kecskemét önkormányzati képviselőjévé választották, majd 2002 és 2006 között a város alpolgármestere is volt. 16 éven át, 2014-ig volt Kecskemét országgyűlési képviselője, a 2014-es országgyűlési választáson nem jutott a parlamentbe.
Nős. felesége Balázs Barbara kutató vegyészmérnök, egyetemi docens. Három gyermek édesapja.